# Aire urbaine de Sainte-Sigolène
L'aire urbaine de Sainte-Sigolène est une aire urbaine française centrée sur l'unité urbaine de Sainte-Sigolène en Haute-Loire.

## Données générales
Le tableau suivant détaille la répartition de l'aire urbaine sur le département :
| Département | Communes | Communes (%) | Superficie (km²) | Superficie (%) | Population (2015) | Population (%) |
| ----------- | -------- | ------------ | ---------------- | -------------- | ----------------- | -------------- |
| Haute-Loire | 2        | 0,78         | 57,8             | 1,16           | 8 231             | 3,63           |

## Composition
L'aire urbaine de Sainte-Sigolène est composée de deux communes :
| Nom               | Code Insee | Statut | Superficie (km2) | Population (dernière pop. légale) | Densité (hab./km2) |
| ----------------- | ---------- | ------ | ---------------- | --------------------------------- | ------------------ |
| Saint-Pal-de-Mons | 43213      |        | 27,11            | 2 324 (2022)                      | 86                 |
| Sainte-Sigolène   | 43224      |        | 30,64            | 6 060 (2022)                      | 198                |

## Évolution démographique
L'évolution démographique ci-dessous concerne l'aire urbaine selon le périmètre défini en 2010.
| 1968  | 1975  | 1982  | 1990  | 1999  | 2010  | 2015  |
| ----- | ----- | ----- | ----- | ----- | ----- | ----- |
| 5 471 | 5 873 | 6 475 | 6 778 | 7 180 | 7 982 | 8 231 |